# Vlag van Franche-Comté

Vlag van Franche-Comté

De vlag van Franche-Comté is een banier van het wapen van deze regio. De vlag is van azuur, bezaaid met blokjes van goud, met daar overheen een leeuw van goud, geklauwd en getongd van keel.
De Franche-Comté (letterlijk allodiaal graafschap) was een zelfstandig rijkje tot in 1155, toen het werd geërfd door Frederik I Barbarossa uit het huis Hohenstaufen. Daarna is het verschillende malen in andere handen overgegaan, totdat het in 1678 definitief bij Frankrijk werd gevoegd. Sinds ongeveer 1286 is het wapen in grote mate gelijk gebleven.
De regio maakt na de regionale herindeling per januari 2016 deel uit van de regio Bourgogne-Franche-Comté. Hierdoor is de vlag niet meer in gebruik.